# Paul George (Fußballspieler)
Paul George (* 27. Januar 1994 in Killough) ist ein irischer Fußballspieler.

## Karriere

### Verein
Der 1994 in der Nähe von Ardglass, im nordirischen Killough geborene George kam im Alter von 14 Jahren zu Celtic Glasgow. Für den von irisch-katholischen Einwanderern gegründeten Verein spielte er zunächst in der Youth Academy. In der Profimannschaft debütierte er im Scottish League Cup 2011/12 gegen Ross County, als er für Gary Hooper in das Spiel kam. Im Mai 2011 schoss er das Siegtor im Finale des Glasgow Cups für die Junioren von Celtic gegen die Rangers. Durch ein grobes Foulspiel eines Rangers Spielers in einem Old-Firm-Derby der U-19-Junioren im April 2012 erlitt er einen Schien- und Wadenbeinbruch, der eine lange Verletzungspause zur Folge hatte. Von Januar bis Mai 2014 wurde George an den schottischen Zweitligisten Hamilton Academical verliehen, mit dem er am Saisonende den Aufstieg in die Premiership feiern konnte. Zur Saison 2014/15 kehrte er zu Celtic zurück. Im Januar 2015 wurde der Vertrag in Glasgow aufgelöst, und er unterschrieb einen Monat später einen Vertrag mit Laufzeit bis zum Saisonende beim schottischen Drittligisten Dunfermline Athletic. Bereits im Oktober wechselte George vorzeitig den Verein, und unterschrieb beim Cliftonville FC.

### Nationalmannschaft
Als gebürtiger Nordire spielte er zunächst für deren Juniorenteams. Im Jahr 2011 wurde er von der Republik Irland abgeworben, um für Mannschaften dieses Verbandes zu spielen.

## Erfolge
mit Celtic Glasgow:
- Schottischer Pokalsieger (1): 2012/13
- Schottischer Meister (2): 2011/12, 2012/13

mit Hamilton Academical:
- Aufstieg in die Premiership: 2013/14